# Вілька (Нижньосілезьке воєводство)
Вілька (пол. Wilka) — село в Польщі, у гміні Сулікув Зґожелецького повіту Нижньосілезького воєводства.
Населення — 182 особи (2011).
У 1975-1998 роках село належало до Єленьоґурського воєводства.

## Демографія
Демографічна структура станом на 31 березня 2011 року:
|          | Загалом | Допрацездатний вік | Працездатний вік | Постпрацездатний вік |
| -------- | ------- | ------------------ | ---------------- | -------------------- |
| Чоловіки | 102     | 19                 | 79               | 4                    |
| Жінки    | 80      | 12                 | 54               | 14                   |
| Разом    | 182     | 31                 | 133              | 18                   |

## Галерея

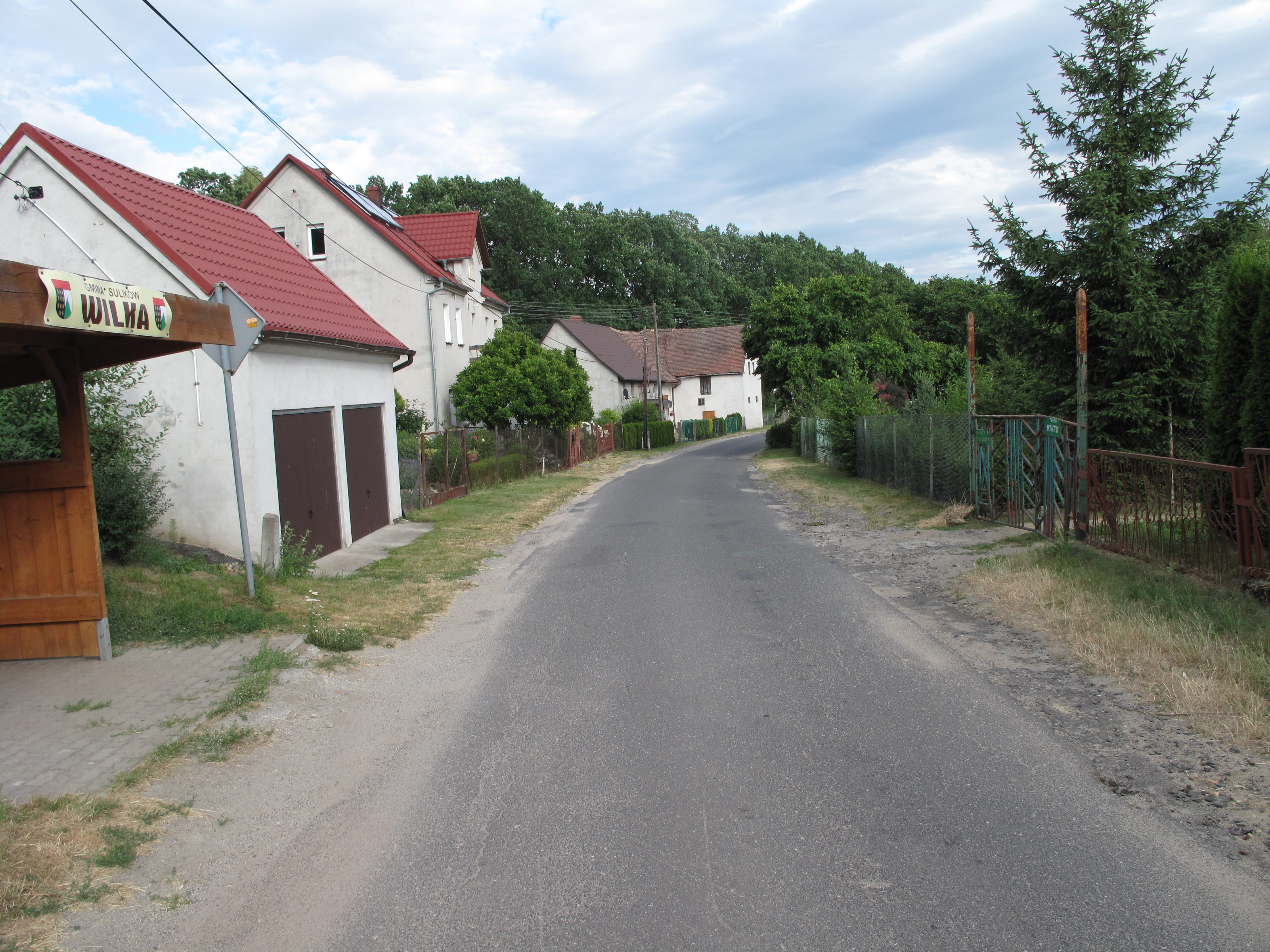
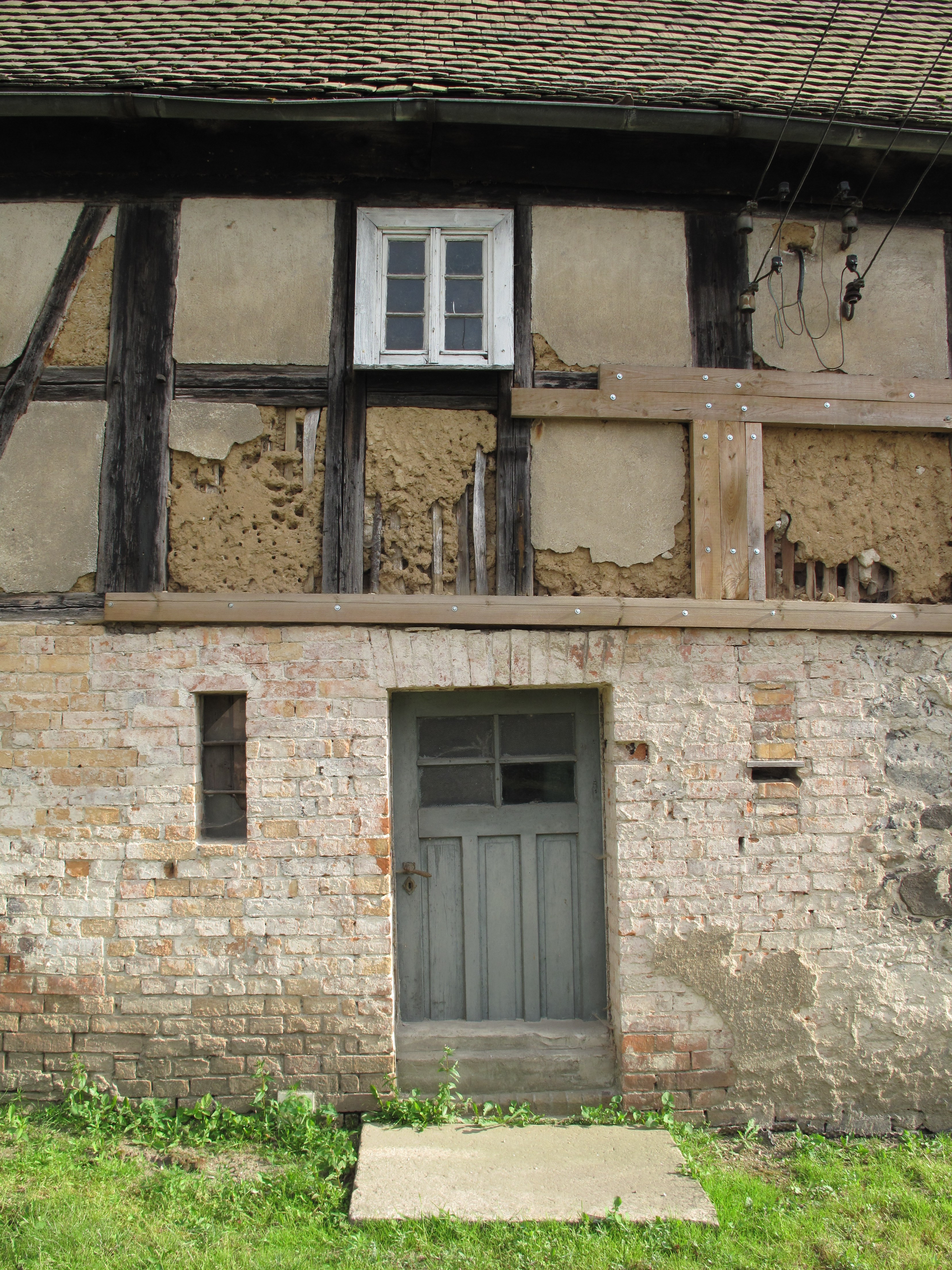
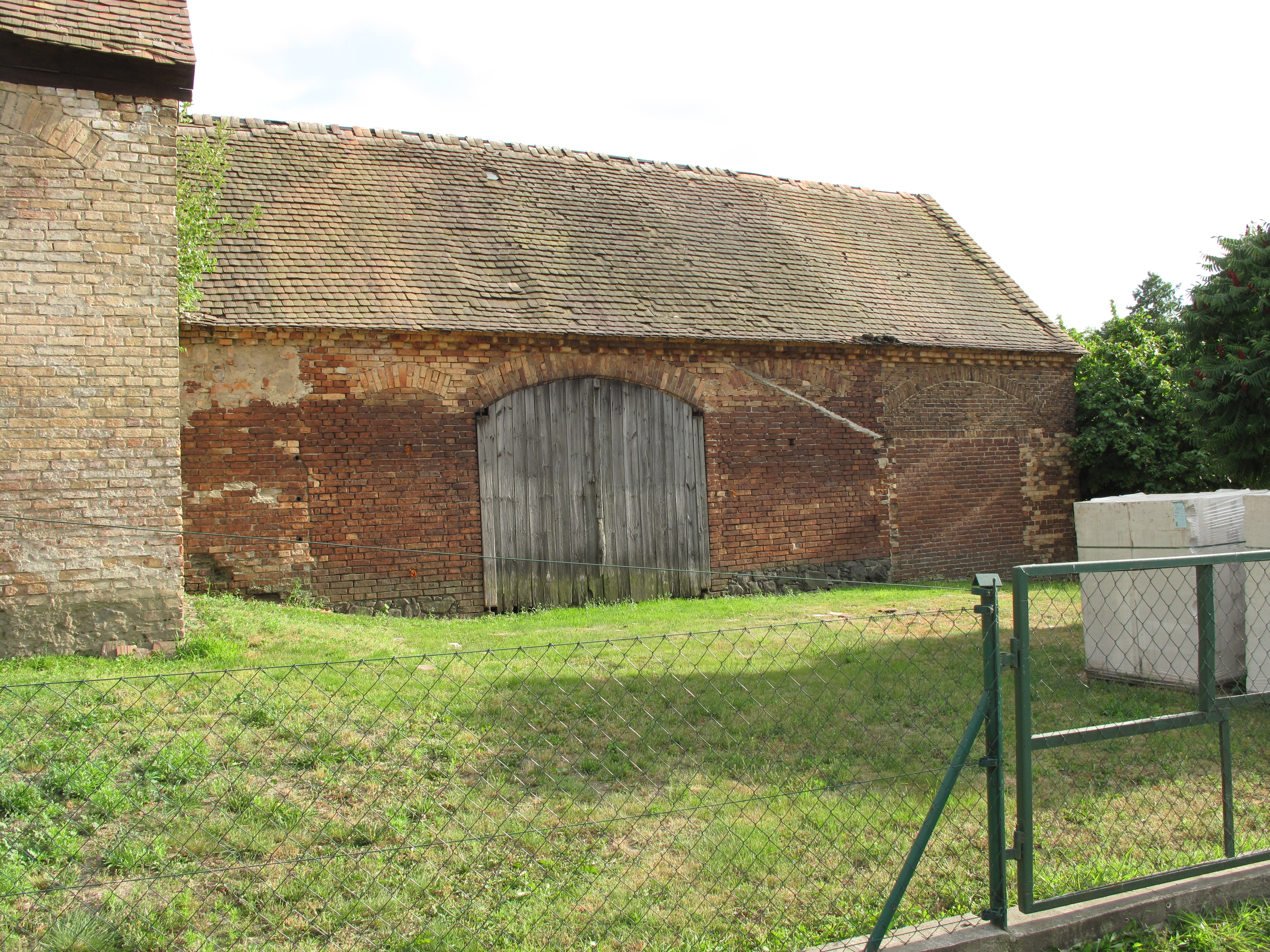